# Andréi II de Vladímir

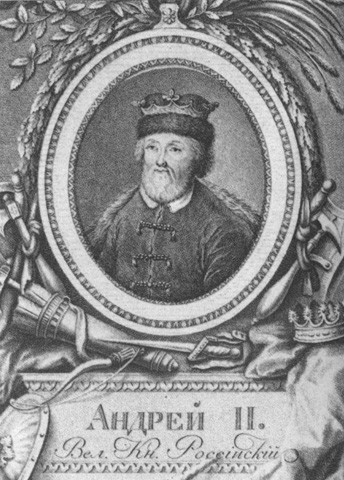
Andréi II de Vladímir.

El Kniaz Andréi II Yaroslávich (del ruso: Андрей Ярославич) o Andréi II de Vladímir  (ca. 1222-1264) fue el tercer hijo de Yaroslav II que sucedió a su tío Sviatoslav Vsévolodovich como Gran Príncipe de Vladímir en 1249. Tres años después, desafiaría a los mongoles y sería expulsado por éstos del Principado de Vladímir-Súzdal.
En 1240, los novgorodenses expulsaron de la ciudad a su hermano, Alejandro Nevski, y rogaron a Yaroslav II que les enviara otro comandante. Andréi fue enviado a la república en su lugar, aunque la dejaría sólo unos meses más tarde. Cuando la ciudad fue atacada por los Caballeros Teutónicos, Yaroslav envió de nuevo a Andréi con varias unidades para ayudar a la ciudad. En 1242, Andréi se unió a las fuerzas de Súzdal juntamente con las de Alejandro para combatir en la celebrada batalla del lago Peipus.
En 1247, cuando su padre murió, Andréi y Alejandro fueron a Karakórum en el Imperio mongol, donde Andréi fue nombrado nuevo Gran Príncipe de Vladímir por Guyuk Kan, quien le otorgó el yarlyk (en:jarlig) o patente del cargo. A su retorno a Rusia, dos años después, hallaron la capital rusa asediada por su hermano menor Mijaíl Jorobrit. Este último, moriría en batalla contra los lituanos varios meses más tarde.
Tras ascender al dorado trono de sus padres, Andréi decidió conseguir cierta independencia de la Horda. Se casó con una hija de Daniel de Galitzia, que era enemigo de los mongoles. Un año después, su tío Sviatoslav, ofendido por su expulsión de Vladímir, fue a reclamar el trono para sí ante la Horda. También iría Alejandro Nevski, quejándose porque Andréi se apropiaba de una parte del tributo que debía ser para la Horda. El kan envió una expedición punitiva que derrotó a Andréi cerca de Pereslavl-Zaleski. Nóvgorod no quiso darle refugio, de modo que Andréi tuvo que escapar hacia Kolyván y de allí a Suecia.
En 1256, Andréi viajó a Sarai a pedir el perdón por su antigua infidelidad. A su regreso a Rusia, recibió de Alejandro las tierras rusas situadas más al este, incluyendo Nizhni Nóvgorod y Gorodéts, en el Volga. Tras la muerte de Alejandro en 1263, Andréi aspiró a añadir Vladímir a sus posesiones, pero sus planes fueron frustrados por su hermano menor Yaroslav de Tver.
Andréi es antepasado de la dinastía aristocrática de los príncipes de Súzdal y Nizhni Nóvgorod, que han sido conocidos desde el siglo XIV como la Casa de Shuiski.